# Ghatixalus
Ghatixalus é um gênero de anfíbios da família Rhacophoridae.
As seguintes espécies são reconhecidas:
- Ghatixalus asterops Biju, Roelants & Bossuyt, 2008
- Ghatixalus variabilis (Jerdon, 1854)